# Heliophanoides spermathecalis
Heliophanoides spermathecalis là một loài nhện trong họ Salticidae. Loài này được phát hiện ở Ấn Độ.